# クアンソン県
クアンソン県（クアンソンけん、ベトナム語：Huyện Quan Sơn / 縣關山? ）は、ベトナム社会主義共和国タインホア省の県。面積は943.45km²、人口は45,520人（2019年）である。

## 行政区画
1市鎮11社を管轄する。